# 小菊昭雄
小菊 昭雄（こぎく あきお、1975年7月7日 - ）は、兵庫県神戸市出身の元アマチュアサッカー選手、サッカー指導者。J2リーグ、サガン鳥栖監督。

## 来歴

### 高校・大学
滝川第二高校出身で、高校時代は黒田和生から指導を受けた。中盤の選手で、高校1年生の時に全国高校選手権の登録メンバーに入ったが、出場機会は皆無だった。高校2年生で、父親を病気で亡くした。
1994年、愛知学院大学に入学。
プロ選手になるのは難しいという立場を理解するようになった。「サッカーの近くで仕事がしたい」という夢を知っていた友人(当時のセレッソ大阪社長鬼武健二の息子)に紹介され、セレッソ大阪に手紙を書いて面接に臨んだ。

### セレッソ大阪 アルバイト採用後
卒業直前の1998年2月からセレッソ大阪下部組織のコーチにアルバイト採用され、子供たちを教えるところからスタートした。給料は交通費込みだった。副業として、喫茶店で働いたこともある。そして、半年の試用期間後に社員となった。
スカウトを担当していた時には、GKの獲得を目的にFCみやぎバルセロナに所属していた丹野研太を視察した際、2学年下の香川真司のプレーに目が留まり、後にプロの世界へと導いた。
2005年からトップチームのコーチを務め、2012年12月には家庭の事情でブラジルへ帰国したレヴィー・クルピ監督に代わり、暫定的にシーズン残り試合の指揮を執った。
2013年限りでコーチを離任し、2014年より強化部課長に就任した。同年9月、セレッソ大阪トップチームコーチに就任。

### 監督就任
2021年8月26日、前監督が成績不振による契約解除で退任となり、セレッソ大阪監督に就任。2日後からガンバ大阪との三連戦が控えており「このタイミングで初戦がガンバ大阪でそれも3連戦だと。深い縁を感じます。」と心情を表現した。練習期間1日でビルドアップの立ち位置、攻から守への切り替え、球際でまず負けない事などを整理した。迎えたリーグ戦第27節アウェイで行われたG大阪戦は1-0で勝利。カップ戦ではそれまで控えやベンチ外で出場機会に飢えていたメンバーが先発出場し、G大阪とのルヴァンカップ準々決勝・第2戦で4-0で勝利、準決勝浦和レッズとの第2戦も1-0で勝利、決勝に導いた。リーグ戦ではJ1残留を確定させた。天皇杯、準々決勝名古屋グランパス戦では直前のリーグ戦から先発メンバーを9人変更して3-0で勝利、準決勝まで勝ち進んだ。
2022年シーズンに向けて「私は監督1年生の立場。選手・スタッフが自分を信じてついてきてくれていることに喜びと感謝の気持ちでいっぱいです。」と語った。ガンバ大阪との大阪ダービーではシーズンダブルを達成、カップ戦含めて4回試合をして、3勝1分だった。川崎フロンターレにはシーズンダブルで公式戦2勝2分、浦和レッズにはシーズンダブルで3勝1分だった。8月3日のルヴァンカップ準々決勝・川崎フロンターレとの第1戦から8月10日のルヴァンカップ準々決勝まで、高橋大輔コーチが監督代行を務めた。この間もチームは7月からの無敗を継続し、チーム内の士気は上がっていたが、直後のリーグ戦が台風で中止になった事もあり、結果的にリーグ戦2試合分の未開催試合数が増えた。5月からの公式戦は、12勝5分け1敗の成績を残していたが、8月27日の試合再会以降は、公式戦12試合ぶりの敗戦に加えて、シーズン初の連敗を喫し、天皇杯もサンフレッチェ広島に1-2で敗れて、準々決勝で敗退となってしまった。ルヴァンカップ準決勝・浦和レッズ戦では、第1戦は選手の体調不良の影響で、出場機会の少ないメンバーが試合に臨んだ。2戦目は「一人一人の立ち位置を修正し、ポジション、役割がかぶらないようにした。準備してきたことを100％、表現してくれた。」と4-0で勝利し、2戦合計5-1で突破、2年連続で決勝に進んだ。決勝・サンフレッチェ広島戦では、リードしていたが退場とPKを献上しアディショナルタイムに2点を奪われて敗戦した。選手に対しては「まだ初心者マークの俺に対してみんながついてきてくれて、2年も連続で決勝に連れてきてくれてほんまに感謝してる。今日は監督力の差で負けた。」と話し、取材に対しては「私の力のなさで選手たちを勝たせてあげられなかった、私が引き出しを増やしていく。」と話した。開幕から3試合を終えて、J2降格圏内だったが、5月から8月27日まで12勝5分け1敗の成績を出し、シーズン途中には目標を3位からリーグ優勝に修正、来季はフォワードのエース格を確立する計画を明言し収穫と課題が見えたシーズンとなった。J2からの個人昇格の選手や若手も多く起用、チーム37人中31人が起用され、19人が得点を記録した。
2023年、新加入のレオセアラがJリーグで自己最高得点記録を更新、チームにとっては7年振りに二桁得点者が誕生し、目標のエース格の確立を達成。起用選手が長年固定状態だったゴールキーパーと右サイドバックに新たな選手が台頭した。しかし、シーズンを通して怪我人が続出した事と、立ち返る戦術が定まらなかった事が響き、優勝争いから脱落して以降の第27節から最終節までの8試合で6敗を喫し、大きく失速した。
2024年、クラブ設立30周年を迎え今季の目標としてリーグ優勝を掲げた。開幕から8試合無敗でクラブの開幕からの無敗記録を更新し、2020年7月以来の単独首位に立った。4月の月間優秀監督賞を受賞した。しかし、その後は失速し全てのタイトルを逃した。リーグ優勝が極めて厳しくなった9月のヴィッセル神戸戦後に、自らクラブに監督辞任を申し出た。10月10日に契約満了が発表された。リーグ戦終盤から3バック、ウィングバック、2シャドーのフォーメーションを採用し、選手曰く「やることがはっきりと整理された」事で、一時は立て直したが、昨年よりも順位を落とし10位で終わりチームにとっては3年振りの二桁順位で終えた。

## マネジメント
- 「全員が戦力」「日常が全て」という考え方の基、年齢やキャリア関係なく、チームの戦術に適応し、日頃の練習で勝ち抜いた選手がメンバー入りする。またこれを選手にも伝えている。[要出典]
- 基本的に激昂する場面はみられず、対戦チームに対して質問された際にはリスペクトのある回答をしている。ダービーチームであるガンバ大阪に対して質問された際にも、同様にリスペクトのある回答をしている。また、2024年終了時点でリーグ戦では同チーム相手に6勝1敗と高い勝率を出している[18]（就任前の2019年9月以降同チーム相手に2勝2分無敗であった)[19]。
- 基本フォーメーションは、2022年は山田寛人、加藤陸次樹をツートップに配置し、前からのプレスとショートカウンター狙いの4-4-2、清武弘嗣をトップ下に置く4-2-3-1であった。[要出典]
- 2023年以降は4-3-3を基本フォーメーションとしたが、2024年には次第に守備が機能しなくなり、5失点を喫して敗戦するなど守備が崩壊した事で、以降は3バックを採用した。[要出典]

## 所属クラブ
- 1991年 - 1993年  滝川第二高等学校
- 1994年 - 1997年  愛知学院大学

## 指導歴
- 1998年 - 2024年  セレッソ大阪
  - 1998年 - 2001年7月 U-15 コーチ
  - 2001年7月 - 同年12月 U-12、U-13 監督
  - 2002年 - 2004年 スカウト担当
  - 2005年 - 2007年 トップチーム アシスタントコーチ
  - 2008年 - 2013年 トップチーム コーチ
  - 2014年 - 2014年9月 強化部課長
  - 2014年9月 - 同年12月トップチーム コーチ
  - 2015年 強化部課長
  - 2016年 トップチーム ヘッドコーチ
  - 2017年 - 2021年8月 トップチーム コーチ
  - 2021年8月 - 2024年 トップチーム 監督
- 2025年 -  サガン鳥栖 監督

## 監督成績
| 年度 | 所属 | クラブ | リーグ戦 | リーグ戦 | リーグ戦 | リーグ戦 | リーグ戦 | リーグ戦 | カップ戦       | カップ戦  |
| 年度 | 所属 | クラブ | 順位     | 勝点     | 試合     | 勝       | 分       | 敗       | リーグ杯       | 天皇杯    |
| ---- | ---- | ------ | -------- | -------- | -------- | -------- | -------- | -------- | -------------- | --------- |
| 2021 | J1   | C大阪  | 12位     | 18       | 13       | 6        | 0        | 7        | 準優勝         | ベスト4   |
| 2022 | J1   | C大阪  | 5位      | 51       | 34       | 13       | 12       | 9        | 準優勝         | ベスト8   |
| 2023 | J1   | C大阪  | 9位      | 49       | 34       | 15       | 4        | 15       | 予選敗退       | ベスト16  |
| 2024 | J1   | C大阪  | 10位     | 52       | 38       | 13       | 13       | 12       | POラウンド敗退 | 3回戦敗退 |
| 2025 | J2   | 鳥栖   | 位       |          |          |          |          |          |                |           |

- 2021年は第21節から指揮。